# David II de Brechin
Pour les articles homonymes, voir David de Brechin.
David II de Brechin (mort en 1320) est un noble écossais impliqué dans une conspiration contre le roi d'Écosse Robert Bruce.

## Biographie
David II de Brechin est le fils de David Ier de Brechin et d'une des filles de Robert VI Bruce, comte de Carrick. Son père rallie tantôt l'envahisseur anglais, tantôt sa patrie au cours des guerres d'indépendance de l'Écosse mais finit par se soumettre en 1308 à son beau-frère Robert VII Bruce, qui s'est emparé de la couronne écossaise en 1306. On ignore à quelle date précise est né le jeune David II de Brechin, et quels étaient ses faits d'armes en Terre sainte contre les Sarrasins qui lui ont fait gagner le surnom de « fleur de la chevalerie ». 
Comme son père, David II de Brechin entre au service d'Édouard II d'Angleterre et, en 1312, est nommé gardien de la ville écossaise de Dundee, alors encore contrôlée par l'armée anglaise. La même année, le favori d'Édouard II, Piers Gaveston, lui accorde une pension concernant les droits de douane sur l'exportation de peaux et de laine du port de Berwick-upon-Tweed. Capturé par son oncle Robert Bruce à la bataille de Bannockburn en 1314, Brechin se soumet à son autorité et regagne ses faveurs. Il bénéficie toutefois d'un statut particulier puisque le roi d'Angleterre continue de lui allouer une pension et lui accorde des sauf-conduits pour pouvoir se rendre en Angleterre. Le 6 avril 1320, il est l'un des signataires de la déclaration d'Arbroath envoyée au pape Jean XXII afin de défendre le statut royal de Robert Bruce. 
David de Brechin est cependant impliqué en août de la même année dans une conspiration menée par William II de Soules et Agnès Comyn (veuve de Malise III de Strathearn), visant à renverser le roi Robert Bruce. Il est probable que les conspirateurs lui aient révélé le projet mais qu'il n'en ait pas averti le roi. Prévenu du complot, Robert Bruce fait arrêter les conjurés et convoque le Parlement à Scone pour se saisir de l'affaire. Brechin est condamné à mort et exécuté pour haute trahison. Ses terres sont confisquées et données à David de Barclay, époux de sa sœur Margaret. Sa mort a été profondément déplorée par le peuple écossais, notamment en raison de sa grande piété et de sa bravoure au combat.

## Mariages
David II de Brechin a épousé aux alentours de 1304 Margaret, la veuve John Stewart de Bonkyll. 
Il semble s'être remarié par la suite avec Margaret de Ramsay.